# オレグ・コノネンコ
オレグ・コノネンコ（ロシア語: Олег Дмитриевич Кононенко, ラテン文字転写例: Oleg Dmitriyevich Kononenko, 1964年6月21日 - ）は、ソビエト連邦・トルクメン・ソビエト社会主義共和国(現在のトルクメニスタン)レバプ州チャルジョウ出身のロシアの宇宙飛行士である。

## 家族
妻のTatiana Mikhailovna Kononenkoとの間に息子のAndrey Olegovich Kononenkoと娘のAlisa Olegovna Kononenkoがいる。趣味は読書、チームスポーツである。

## 教育
コノネンコは1988年にニコライ・ジュコーフスキーハリコフ航空大学を卒業し、機械技術者となった。

## 受賞
コノネンコはロシア連邦英雄及びガガーリンメダルを受賞している。

## 経験
卒業後、コノネンコはロシア連邦宇宙局の中央設計所で働き始めた。彼はシステム設計、分析、宇宙船の電力システムの開発等を行った。

## 宇宙飛行士としての経験

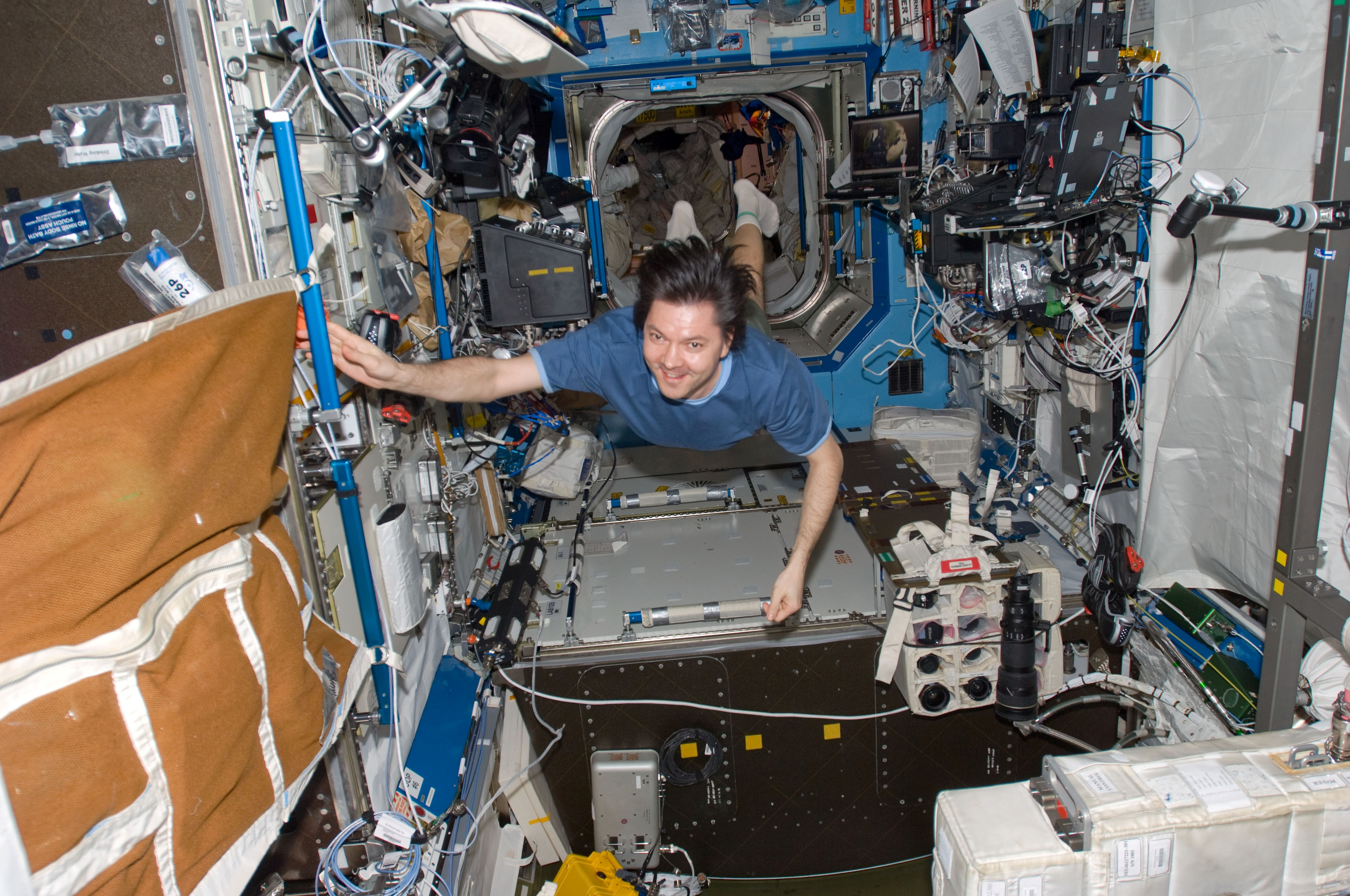
デスティニーを漂うコノネンコ

1996年3月29日、コノネンコは宇宙飛行士の候補に選ばれた。1996年6月から1998年3月まで、ガガーリン宇宙飛行士訓練センターで宇宙飛行士としての訓練を受けて、1998年3月20日に試験宇宙飛行士に選ばれた。1998年10月、彼は国際宇宙ステーションの滞在員としての訓練を始めた。
2001年12月から2002年4月まで、彼はソユーズTM-34のバックアップのフライトエンジニアとしての訓練を行った。2002年3月から2004年2月までは、第9次長期滞在及び第11次長期滞在の訓練を行った。2004年3月から2006年3月までは、ISSの乗組員に選ばれて訓練を行った。2006年3月には、ソユーズTMA-12のフライトエンジニアの訓練を行った。

### 第17次長期滞在
コノネンコは第17次長期滞在と、それに向かうソユーズTMA-12のフライトエンジニアに選ばれた。乗組員は2008年4月8日から10月24日まで地球を離れ、199日間を宇宙で過ごした。
コノネンコは、船長のセルゲイ・ヴォルコフ、宇宙飛行関係者のリチャード・ギャリオットとともに地球に帰還し、11時37分(EDT)にアルカルイクの55マイル北方に着陸した。彼らはヘリコプターでバイコヌール宇宙基地に運ばれ、それからスターシティに向かった。

### 宇宙遊泳

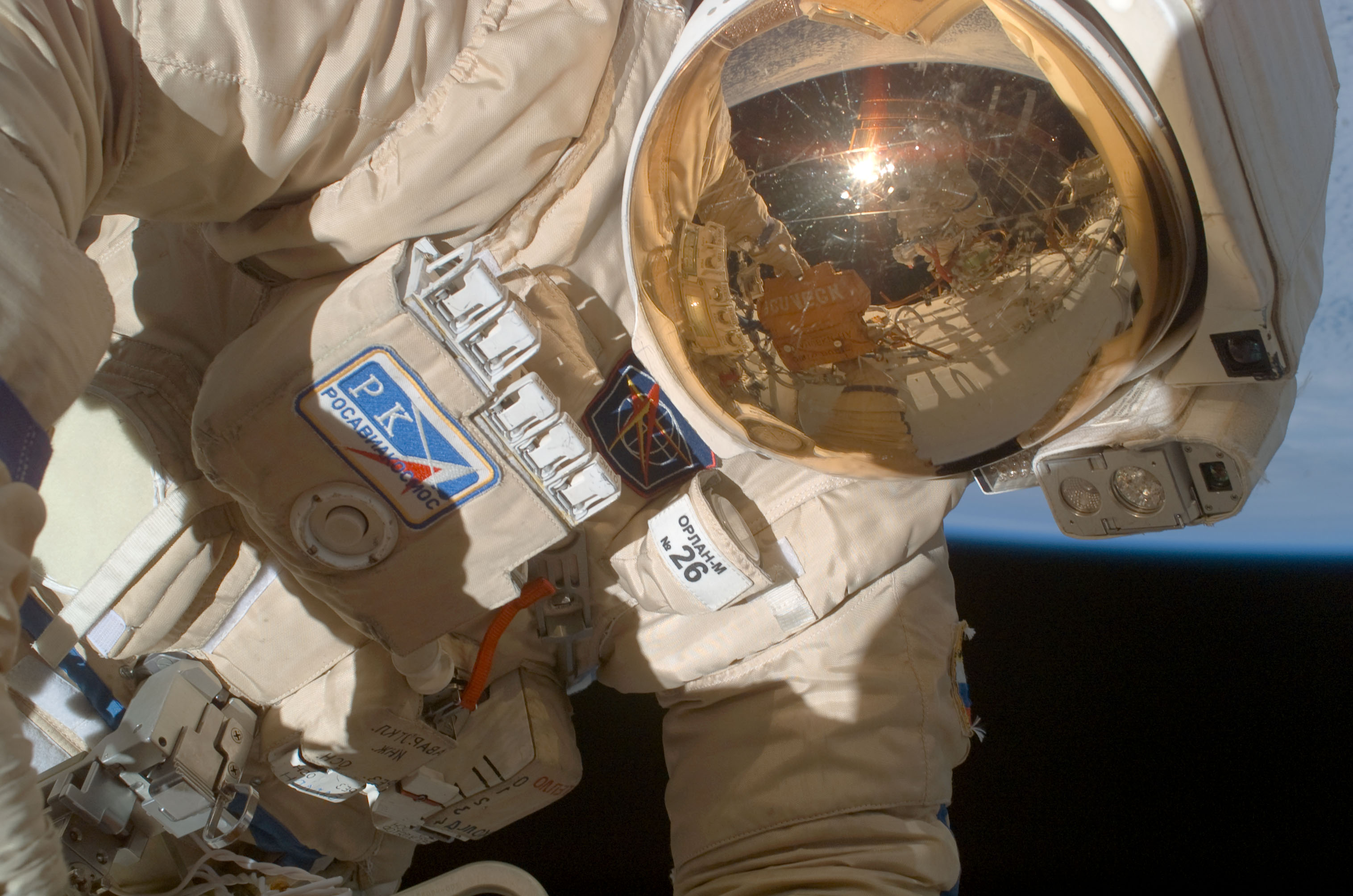
2度目の宇宙遊泳を行うコノネンコ

コノネンコは2008年7月10日に、ピアースから自身初めての宇宙遊泳を行った。彼とヴォルコフはソユーズTMA-12の宇宙船を点検し、ボルトを回収した。この宇宙遊泳は6時間18分続いた。
7月15日にはコノネンコは再びピアースから船外に出て、2度目の宇宙遊泳を行った。コノネンコとヴォルコフは新しい実験装置を取り付け、1つを回収した。また彼らは宇宙船の外壁にズヴェズダへのドッキングターゲット等の取り付けを続けた。コノネンコは青いストライプの付いたオーラン宇宙服を身に付けた。この宇宙遊泳は5時間54分続いた。

### 第69•70次長期滞在と宇宙滞在期間記録更新
コノネンコは第69次長期滞在のフライトエンジニアと、それに向かうソユーズMS-24の指揮官に選ばれた。